# 미스틱 (프로게이머)
미스틱(본명: 진성준, 1995년 1월 8일 ~ )은 대한민국의 리그 오브 레전드 프로게이머로 포지션은 AD 캐리이다. 아이디는 Mystic이다.

## 선수 생활
2013년 6월부터 CTU에서 활동했다. 2013년 10월, 팀에서 퇴단했다.
2013년 10월, 진에어 그린윙스 스텔스에 입단했다. 2013-2014 윈터 시즌에서는 좋지 못한 모습을 보여주었다.
2014년 2월, 형제팀인 진에어 그린윙스 펠컨스에 입단했다. 2014년 5월, 팀에서 퇴단했다.
2015시즌을 앞두고 팀 WE에 입단했다. 2015시즌에서는 성장한 모습을 보여주면서 팀의 주전 원딜러로 활동했다. 서머 시즌에서는 팀이 승강전으로 향하게 되었지만 잔류에 성공했다.
2016시즌에서는 더 발전된 모습을 보여주었다. 2016 스프링 시즌에서는 팀의 3위에 기여했다. 또한 서머 시즌에서는 4위에 기여했다.
2017 스프링 시즌에서는 정상급의 활약을 보여주면서 팀의 우승을 이끌었다. 스프링 우승으로 참가하게 된 2017 MSI에서는 좋은 모습을 보여주면서 팀의 4강에 기여했다. 리프트 라이벌즈 2017에서는 LPL의 우승에 기여했다. 2019 서머 시즌 팀은 스프링 시즌보다 좋지 못한 모습을 보여주었지만 미스틱은 팀의 에이스로 활약하면서 팀의 포스트시즌 진출에 기여했다. 롤드컵 선발전에서는 팀의 롤드컵 진출에 기여했다. 롤드컵 2017에서는 팀의 에이스로 활약하면서 팀의 롤드컵 4강 진출에 기여했다.
2018 스프링 시즌에서는 폼이 떨어진 모습을 보여주었다. 서머 시즌에서는 초반 좋지 못한 폼을 보여주었으나 이후 폼을 끌어올렸다.
2019 스프링 시즌에서는 팀의 에이스로 활약하면서 팀의 포스트시즌 진출에 기여했다. 시즌 종료 후 퍼스트팀에 선출되었다. 서머 시즌에서도 팀을 멱살잡고 끌어올리며 팀의 포스트시즌 진출에 기여했다. 시즌 종료 후 서드팀에 선출되었다.
2020시즌을 앞두고 아프리카 프릭스에 입단했다. 스프링 시즌에서는 개인사등의 문제가 겹치면서 부진한 모습을 보여주었다. 서머 시즌에서는 좋은 모습을 보여주면서 팀의 포스트시즌 진출에 기여했다.
2021시즌을 앞두고 징동 게이밍에 입단했다. 스프링 시즌에서는 비자 문제로 출전하지 못했다. 서머 시즌에서도 출전하지 못했다. 2021시즌 종료 이후 팀에서 퇴단했다.

## 소속팀
| # | 팀명                   | 소속 기간               | 소속 리그 | 비고 |
| - | ---------------------- | ----------------------- | --------- | ---- |
| 1 | CTU                    | 2013.06 ~ 2013.08       | LCK       |      |
| 2 | 진에어 그린윙스 스텔스 | 2013.10 ~ 2014.05       | LCK       |      |
| 3 | 팀 WE                  | 2014.11.21 ~ 2019.11.19 | LPL       |      |
| 4 | 아프리카 프릭스        | 2019.11.25 ~ 2020.11.17 | LCK       |      |
| 5 | 징동 게이밍            | 2020.12.17 ~ 2021.10.01 | LPL       |      |

## 수상 내역

### 팀 월드엘리트 (LPL)
- 내셔널 e스포츠 토너먼트 2015 우승
- 리그 오브 레전드 프로리그 스프링 2017 우승
- 리그 오브 레전드 미드 시즌 인비테이셔널 2017 4강
- 리프트 라이벌즈 2017 우승
- 리그 오브 레전드 프로리그 스프링 2019 올프로 퍼스트팀
- 리그 오브 레전드 프로리그 서머 2019 올프로 서드팀

### 아프리카 프릭스 (LCK)
- 2019 LoL KeSPA컵 울산 우승